# یوتا بره
یوتا بره یک ستاره است که در صورت فلکی برج حمل قرار دارد.